# صندوق التنمية والتشغيل (الأردن)
صندوق التنمية و التشغيل هو مؤسسة حكومية أردنية بدأت بالعمل عام 1991م بممارسة النشاطات الاقراضية، و يعنى بتنمية المشاريع الصغيرة و المتوسطة المدرة للدخل و التي تستهدف الفئات الفقيرة و العاطلة عن العمل.

## الأهداف
المساهمة الفاعلة في الجهود الوطنية لمكافحة الفقر والحد من البطالة، من خلال التمويل اللازم لأفراد ولأسر والجماعات لأنشاء مشاريع أنتاجية مدرة للدخل. وقد بلغ عدد المشاريع عام 2006م 3869 مشروع بقيمة عشرة ملايين دينار أردني.